# Агнес фон Бранденбург (1584 – 1629)
Агнес фон Бранденбург (на немски: Agnes von Brandenburg, * 17 юли 1584, Берлин, † 26 март 1629, дворец Нойхауз на Елба) от род Хоенцолерн, е принцеса от Бранденбург и чрез женитби херцогиня на Померания и херцогиня на Саксония-Лауенбург.

## Биография
Тя е дъщеря на курфюрст Йохан Георг фон Бранденбург (1525 – 1598) и третата му съпруга Елизабет фон Анхалт (1563 – 1607), дъщеря на княз Йоахим Ернст фон Анхалт.
Агнес се омъжва на 25 юни 1604 г. в Берлин за херцог Филип Юлиус от Померания-Волгаст (1584 – 1625). Те живеят в дворец Волгаст. Бракът е бездетен.
След неговата смърт тя живее в дворец Барт, където се омъжва на 19 септември 1628 г. за херцог Франц Карл (1594 – 1660) от Саксония-Лауенбург от род Аскани, който е императорски генерал. Бракът е бездетен.

## Галерия
- Агнес фон Бранденбург, ок. 1593
- Дворец Волгаст (вдясно), началото на 17 век
- Дворец Барт (1618)